# Monasterio de Nuestra Señora de Barrameda
El Monasterio de Nuestra Señora de Barrameda, también conocido como Convento de los Jerónimos, fue un convento Iglesia católica situado en el municipio español de Sanlúcar de Barrameda, en la andaluza provincia de Cádiz. El sitio arqueológico donde estuvo el monasterio forma parte del Conjunto histórico-artístico y de la Ciudad-convento de Sanlúcar de Barrameda.
El historiador local del siglo XVIII Juan Pedro Velázquez-Gaztelu, relata que según la tradición el rey Alfonso X el Sabio permitió a los caballeros de la Orden del Temple, que le habían ayudado en la reconquista de Jerez de la Frontera, construir un hospicio y una ermita dedicada a la Virgen María junto al Puerto de Barrameda, que les sirviese como apeadero de su monasterio de Sevilla, que estaba Guadalquivir arriba, y les facilitase el embarque marítimo hacia Tierra Santa. Según esta tradición la Ermita de Nuestra Señora de Barrameda existió desde fechas inmediatamente posteriores a 1264 (año de la reconquista de Jerez y su territorio) hasta 1312 en que se suprimió la orden templaria por orden del papa Clemente V. Hacia 1440 en el lugar de la ermita se fundó un monasterio de la Orden de San Jerónimo bajo el patronato de la Casa de Medina Sidonia. 